# 녹두
녹두(綠豆, 영어: mung/moong bean, green gram, golden gram, 문화어: 록두)는 한국·인도·중국 등 주로 아시아에 분포하는 한해살이풀로서 안두(安豆)·길두(吉豆)라고도 한다.
줄기는 팥보다 가늘고 길이는 30-80cm이다. 줄기에는 세로로 난 맥이 있고 10여 개의 마디가 있으며 가지를 친다. 잎은 1쌍의 떡잎과 초생엽이 나온 다음, 난형 또는 심장형의 3개의 작은 잎으로 된 복엽이 나온다. 꽃은 노란색이며 몇 개가 군생하나 3-4쌍만이 결협(수분 수정 후에 열매가 협과로 결실)한다. 꼬투리는 처음에는 녹색이지만 성숙해짐에 따라 검어지고 팥보다 가늘지만 길고 거친 털로 덮여 있다. 길이 5-6cm이고 한 꼬투리에 10-15개의 종실이 들어 있다. 종실은 녹색인 것이 많으나 황색·녹갈색·흑갈색인 것도 있다.
녹두는 따뜻한 기후를 좋아하고 건조에는 강하고 다습 상태에는 약하다. 형태는 대체로 팥과 비슷하며 종실을 식용으로 쓰기 위해 재배한다. 콩이나 팥보다 생육 기간이 짧으므로 보리의 후작으로서 파종기가 늦어져도 적응한다. 싹이 터서 난 나물을 숙주나물이라 하여 먹는다.

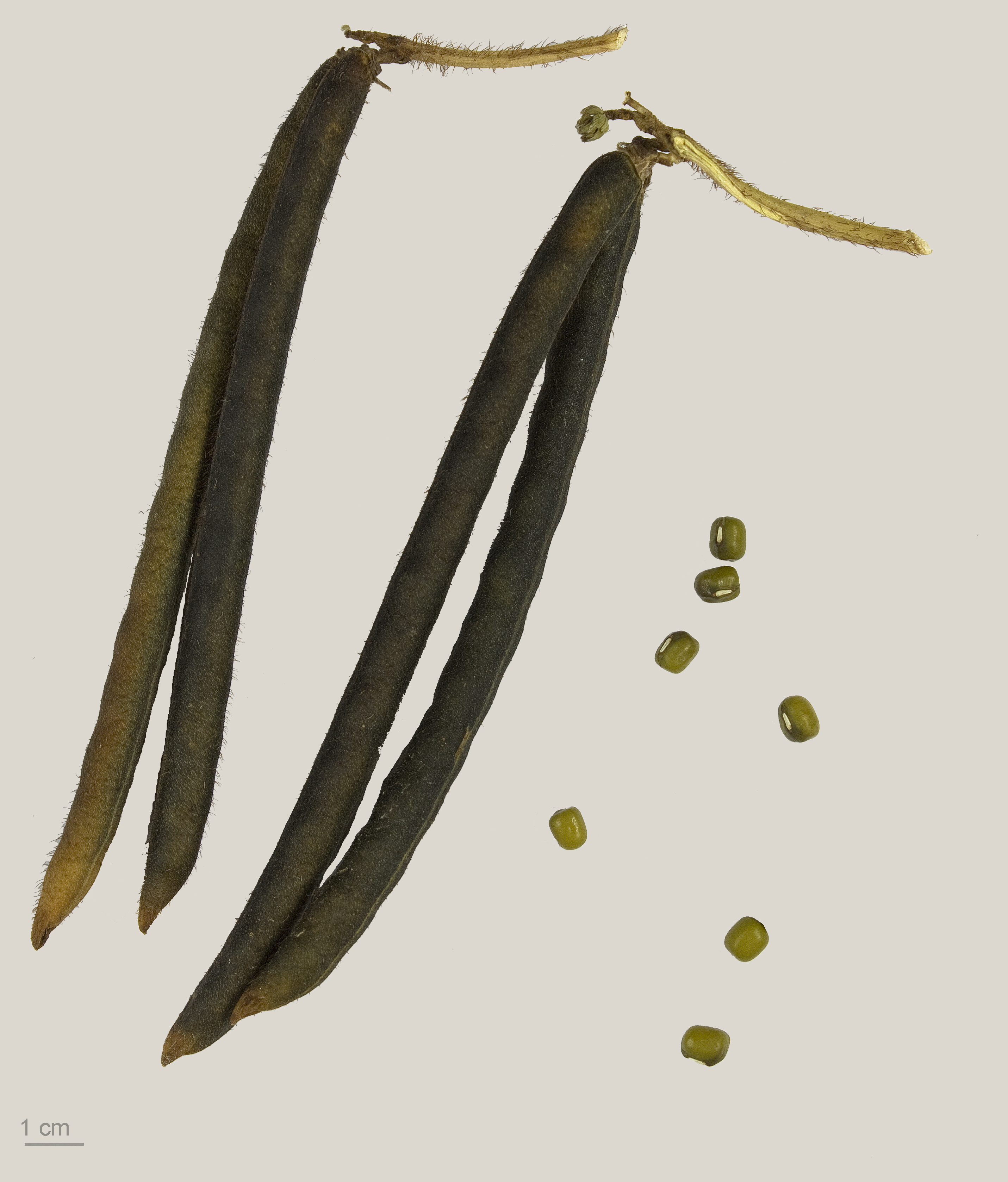
녹두 꼬투리
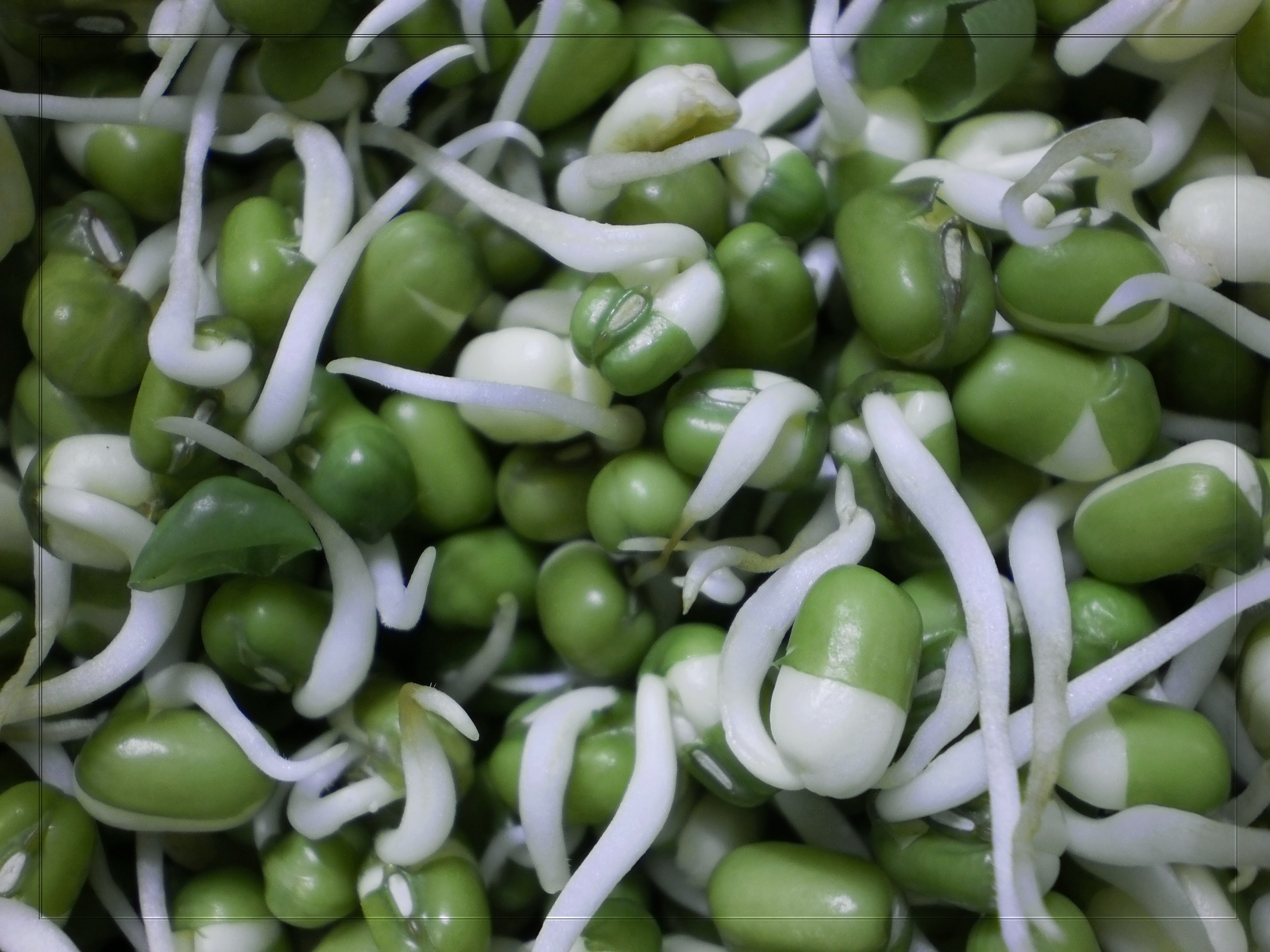
숙주나물

## 경작의 역사
녹두는 인도에서 경작되었으며 여기서 조상(Vigna radiata subspecies sublobata)은 야생에서 발생되었다.

## 관련 작품
- 《새야새야 파랑새야》 민요

## 같이 보기
- 황녹두

## 참고 문헌
- 이 문서에는 다음커뮤니케이션(현 카카오)에서 GFDL 또는 CC-SA 라이선스로 배포한 글로벌 세계대백과사전의 내용을 기초로 작성된 글이 포함되어 있습니다.

1. ↑  Tomooka, N.; Vaughan, D. A.; Moss, H.; Mixted, N. (2003). 《The Asian Vigna: genus Vigna subgenus Ceratotropis genetic resources》. New York: Kluwer.
2. ↑  Fuller, D. Q. (2007). “Contrasting patterns in crop domestication and domestication rates: recent archaeobotanical insights from the Old World”. 《Annals of Botany》 100 (5): 903–924. doi:10.1093/aob/mcm048. PMC 2759199. PMID 17495986.
3. ↑  National Academies of Sciences, Engineering, and Medicine; Health and Medicine Division; Food and Nutrition Board; Committee to Review the Dietary Reference Intakes for Sodium and Potassium (2019). 〈Chapter 4: Potassium: Dietary Reference Intakes for Adequacy〉.   Oria, Maria; Harrison, Meghan; Stallings, Virginia A. 《Dietary Reference Intakes for Sodium and Potassium》. The National Academies Collection: Reports funded by National Institutes of Health. Washington, DC: National Academies Press (US). 120–121쪽. doi:10.17226/25353. ISBN 978-0-309-48834-1. PMID 30844154. 2024년 12월 5일에 확인함.
4. ↑  United States Food and Drug Administration (2024). “Daily Value on the Nutrition and Supplement Facts Labels”. 《FDA》. 2024년 3월 27일에 원본 문서에서 보존된 문서. 2024년 3월 28일에 확인함.